# 湊町 (いちき串木野市)
湊町（みなとまち Minato-machi）は、鹿児島県いちき串木野市の大字。旧日置郡市来郷湊村及び日置郡市来郷湊町、日置郡西市来村大字湊及び日置郡西市来村湊町、日置郡市来町湊町。湊町一丁目から湊町四丁目および大字湊町がある。郵便番号は899-2101。
いちき串木野市で唯一丁目を持つ町丁である。なお、串木野地域（旧串木野市）にも同じ読みで漢字が異なる港町が存在する。

## 地理
いちき串木野市の中南部、大里川及び八房川の下流域に位置している。また、字域内にはいちき串木野市役所市来支所（旧市来町役場）があり、旧市来町の中心地であった。
字域の北方には別府、八房、北方から東方にかけては川上、南方から西方にかけては大里が接している。
西部を南北に国道3号が通り、並行して鹿児島本線が通っており、さらに東方には南九州西回り自動車道が南北に通っている。また、国道3号と鹿児島本線の中間部を国道3号市来バイパスが通っている。字域の南端部の市来農芸高校前交差点からは国道270号が南方に向け分岐している。中央部を国道3号から東方に分岐する鹿児島県道308号郷戸市来線が東西に通っている。
教育機関は西南部に鹿児島県立市来農芸高等学校、西部にいちき串木野市立市来保育所がある。

### 河川
- 大里川
- 八房川

### 湖沼
- 観音ヶ池

## 歴史

### 成立から町村制施行まで
湊という地名は江戸期より見え、薩摩国日置郡市来郷（外城）のうちであり、村高は「天保郷帳」によると740石余、「旧高旧領」には730石余であった。
昔より、大里川河口付近では塩が生産されており、さらに「当郷の中にて、水勢最大になるがゆえに、遠近の舟船多く来て繋泊せり、此辺湊村の内にて、湊浦といへり」とあるように、浦町として発展していた。そのため、この辺りは湊町と呼ばれ、現在の地名にも引き継がれている。

### 町村制施行以降
1889年（明治22年）に町村制が施行されたのに伴い、市来郷のうち西半分の区域より西市来村が成立した。湊村のうち湊町と呼ばれた浦町に当たる地域は西市来村の大字「湊町」となり、残余の部分は西市来村の大字「湊」となったが、1911年（明治44年）に大字湊の全域が大字湊町に編入された。その後1930年（昭和5年）に西市来村が町制施行及び即日改名し、市来町の大字「湊町」となった。
2005年（平成17年）10月11日に市来町が串木野市と対等合併し、いちき串木野市の大字「湊町」となった。その後2008年（平成20年）2月9日に土地区画整理事業を実施したのに伴い、字域の一部が湊町一丁目から湊町四丁目となった。

### 人口の変遷
| 統計年次〔年〕     | 世帯数〔世帯〕 | 総人口〔人〕 | 出典・脚注 |
| 1881年（明治14年） | 532            | 2,576        | 湊村の数値 |
| 1881年（明治14年） | 261            | 1,199        | 湊町の数値 |

### 字域の変遷
以下の記述は地区内旧新地番対照表及び地区外旧新地番対照表による。
| 実施後     | 実施年             | 実施前（小字） |
| ---------- | ------------------ | --- |
| 湊町       | 1911年（明治44年） | 湊町の全域 |
| 湊町       | 1911年（明治44年） | 大字湊の全域 |
| 湊町一丁目 | 2008年（平成20年） | 小原平、渡瀬口、権現ノ本、唐仁町、松下町、栄町、井原塩入、下栄町、中町、新町、口町、天神町、本假屋、出口川原、前潟西町の一部、東町、祇園町、石瀬、八坂町、蛭町の全域   |
| 湊町二丁目 | 2008年（平成20年） | 塚ノ元、南新田、本弓場ノ下、弁天、唐仁町、納屋町、中町、新町、口町、天神町、本假屋の一部、江郷後、江郷の全域                                                           |
| 湊町三丁目 | 2008年（平成20年） | 中道、瀬戸口、中道宇都、塚ノ元、権現南原、脇田平、神ノ前、上ノ原、権現ノ本、南新田、本弓場ノ下、弁天、唐仁町、松下町、栄町、井原塩入、納屋町、中町の各一部、土橋の全域 |
| 湊町四丁目 | 2008年（平成20年） | 渡瀬口、中道、瀬戸口、中道宇都、権現南原、塚ノ元、脇田平、神ノ前、上ノ原、南新田、松下町、栄町、井原塩入、下栄町の一部                                                 |

## 施設

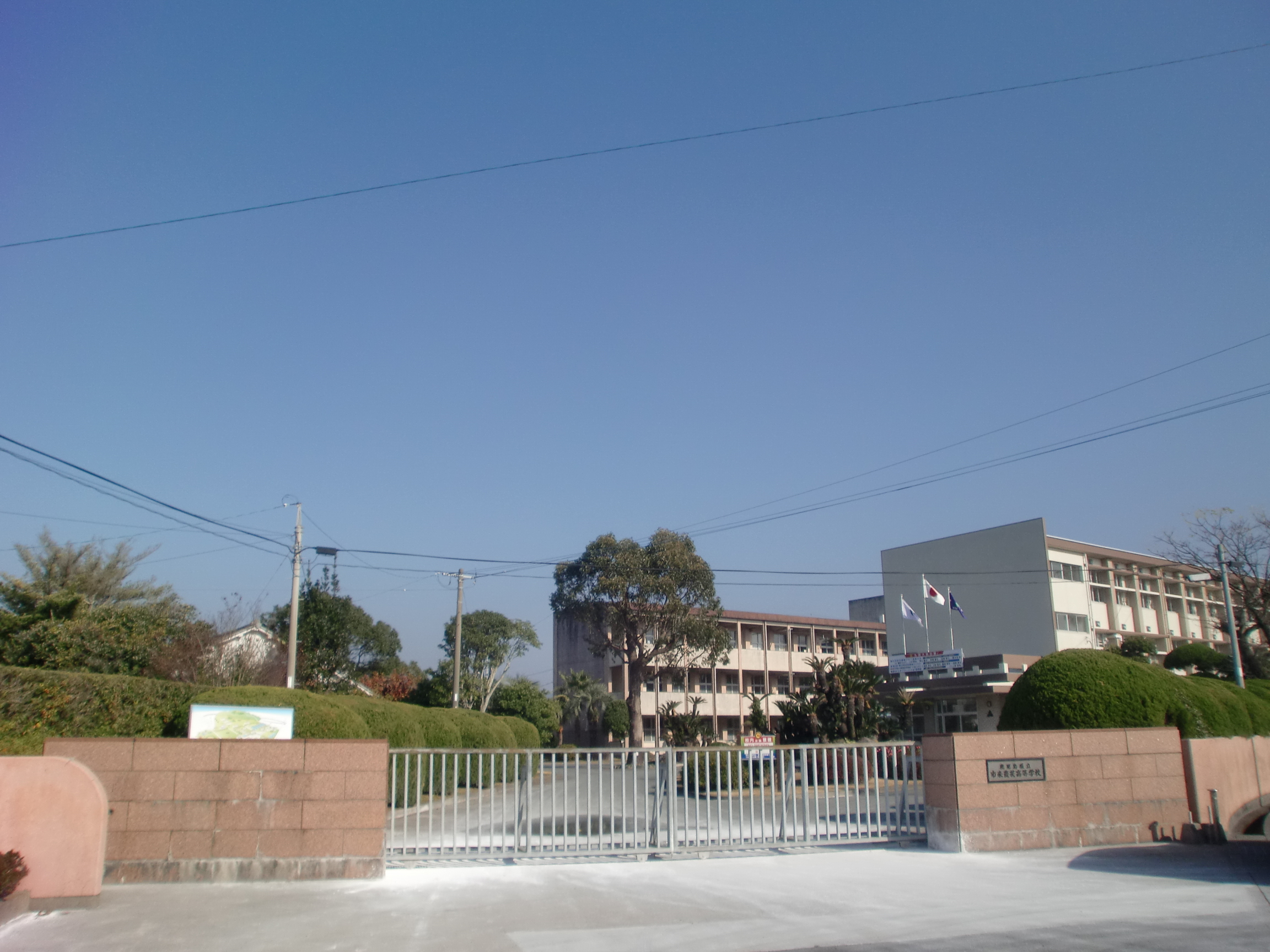
鹿児島県立市来農芸高等学校

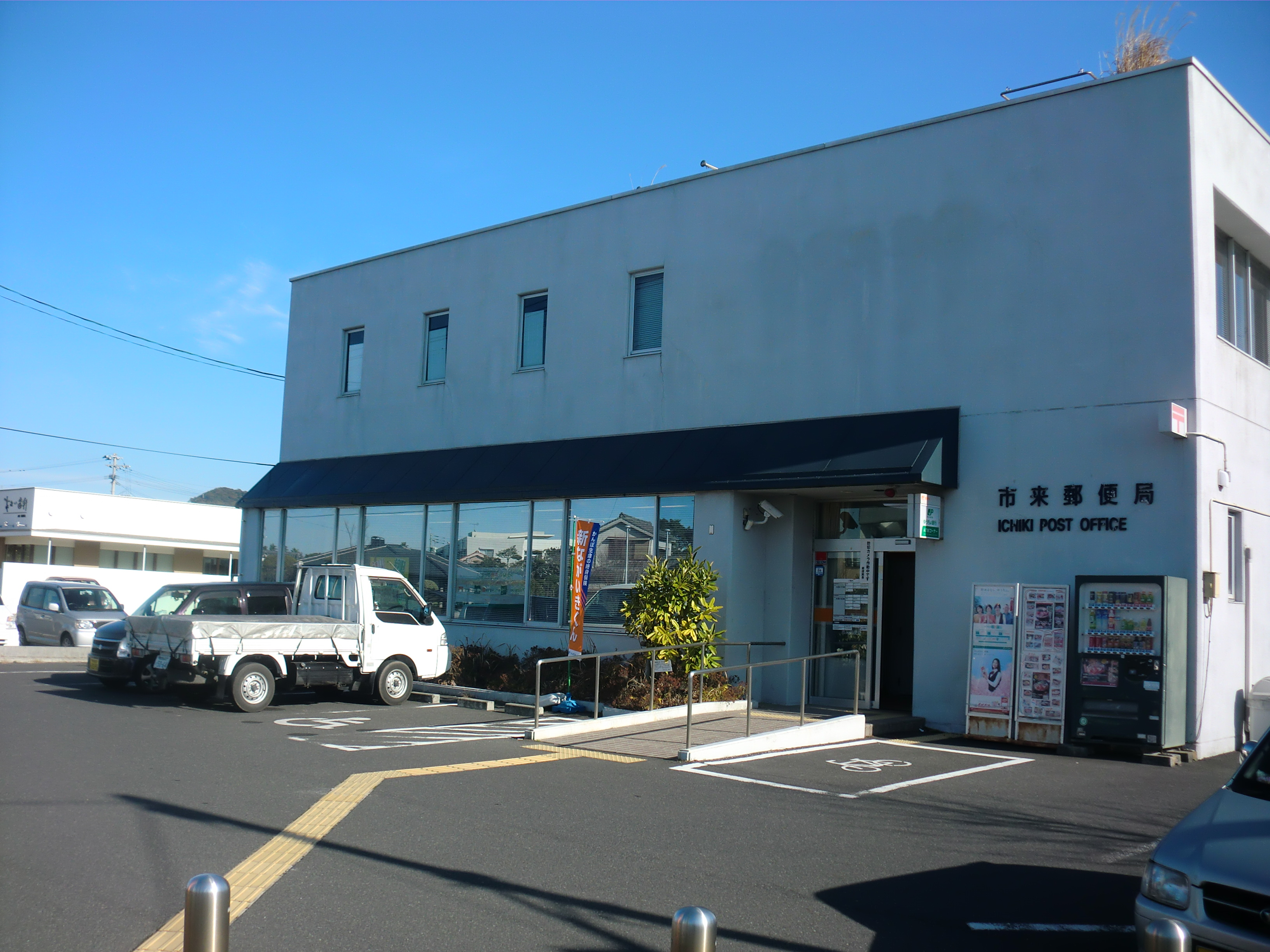
市来郵便局

### 公共
- 鹿児島県警察いちき串木野警察署市来駐在所[8]
- 市来ふれあい温泉センター
- 吹上浜荘
- 観音ケ池町民の森

### 教育
- 鹿児島県立市来農芸高等学校
- いちき串木野市立市来保育所

### 郵便局
- 市来郵便局

### 寺社
- 西村寺
- 八坂神社
- 秋葉神社
- 浄泉寺
- 市来神社

## 小・中学校の学区
市立小・中学校の学区（校区）は以下の通りである。
| 大字       | 番地等 | 小学校                     | 中学校                     |
| ---------- | ------ | -------------------------- | -------------------------- |
| 湊町       | 全域   | いちき串木野市立市来小学校 | いちき串木野市立市来中学校 |
| 湊町一丁目 | 全域   | いちき串木野市立市来小学校 | いちき串木野市立市来中学校 |
| 湊町二丁目 | 全域   | いちき串木野市立市来小学校 | いちき串木野市立市来中学校 |
| 湊町三丁目 | 全域   | いちき串木野市立市来小学校 | いちき串木野市立市来中学校 |
| 湊町四丁目 | 全域   | いちき串木野市立市来小学校 | いちき串木野市立市来中学校 |

## 交通

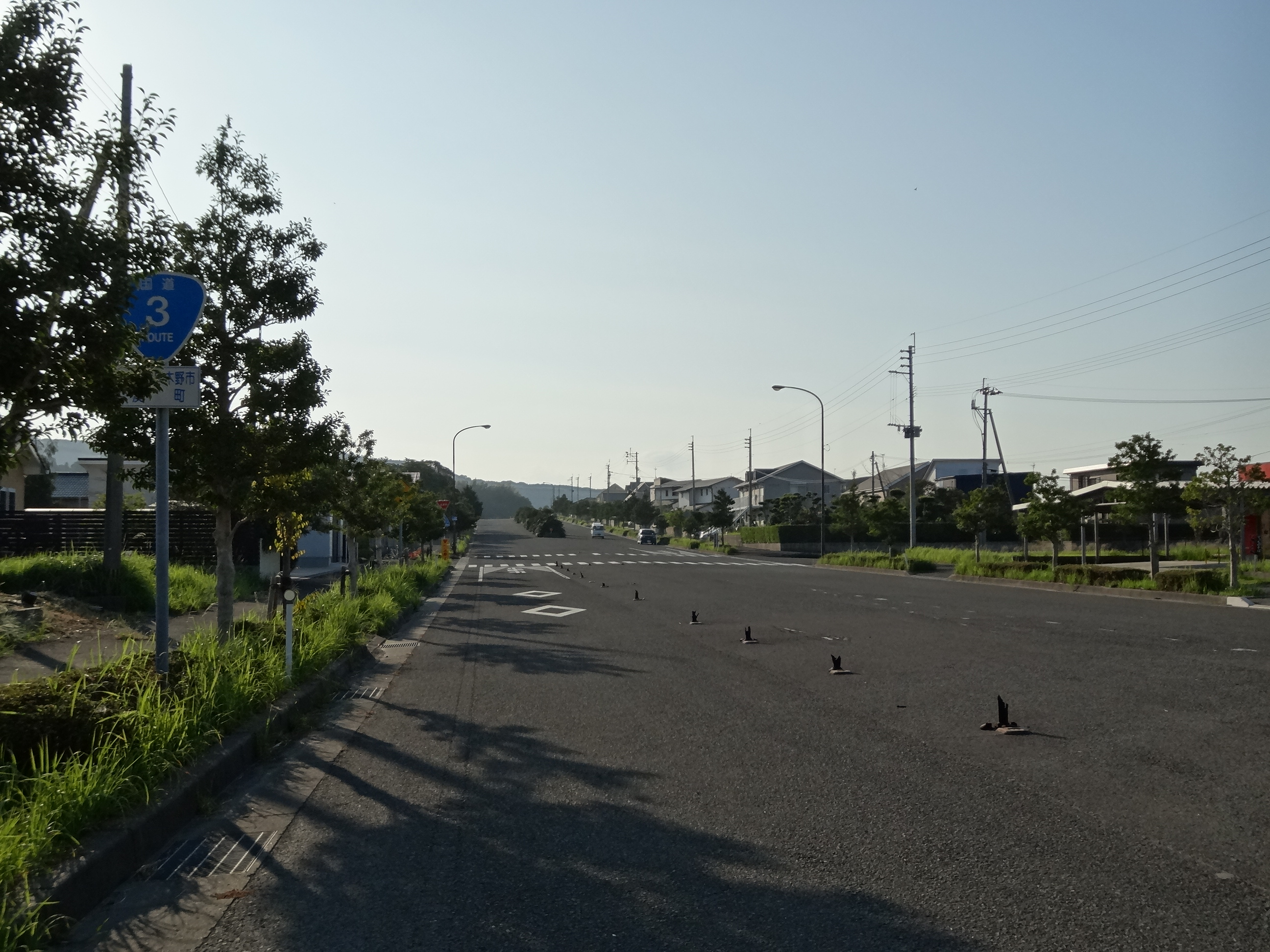
国道3号市来バイパス

### 道路
高規格幹線道路
- 南九州西回り自動車道
  - 市来バスストップ（使用休止中）

国道
- 国道3号
  - 市来バイパス

- 国道270号

県道
- 鹿児島県道308号郷戸市来線

### 鉄道
字域の西部を南北に鹿児島本線が通っているが、字域内には駅は所在していない。最寄駅は大里にある市来駅である。